# معركة خان يونس (2023)
معركة خان يونس، التي تحولت لحصار وتطويق لخان يونس في أواخر يناير، هي معركة مستمرة بدأت في 1 ديسمبر 2023 في خضم الغزو الإسرائيلي لقطاع غزة.

## المعركة
في 1 ديسمبر 2023، شن الجيش الإسرائيلي عملية غارة جوية واسعة النطاق على مدينة خان يونس، حيث ضربت الطائرات المقاتلة التابعة للقوات الجوية الإسرائيلية أكثر من 50 هدفًا في المنطقة. واستمرت هذه الغارات الجوية والقصف المدفعي خلال الأيام القليلة التالية بأعداد كبيرة.
وفي 3 كانون الأول/ديسمبر، أعلنت القوات الإسرائيلية توسيع اجتياحها البري إلى جنوب قطاع غزة باستخدام القوات البرية والمدرعات. وفي اليوم نفسه، أعلنت حماس أنها استهدفت القوات الإسرائيلية والعربات المدرعة بقذائف الهاون وقذائف ياسين الصاروخية.
وفي 5 كانون الأول/ديسمبر، ادعت القوات الإسرائيلية أن قواتها وصلت إلى وسط مدينة خان يونس. وذكروا أن هذا كان اليوم الأكثر شدة في المعارك منذ بدء العمليات البرية، من حيث عدد القتلى من مقاتلي حماس وعدد الاشتباكات واستخدام النيران من الأرض والجو.
ونشرت حركة الجهاد الإسلامي الفلسطينية شريط فيديو يظهر مقاتلين يتصدون للقوات الإسرائيلية التي تتوغل شرق المدينة.كما أعلنت حماس أنها دمرت كليا أو جزئيا 24 مركبة عسكرية في خان يونس. كما ذكروا أنهم قتلوا 8 جنود إسرائيليين بهجمات القناصة وأنهم نجحوا في تفجير مبنى يتواجد فيه جنود إسرائيليون بالبراميل المتفجرة ومتفجرات TBG، مما أدى إلى انهيار المبنى بالكامل.
في 10 ديسمبر، أعلن الجيش الإسرائيلي عن مقتل 6 جنود أثناء القتال في خان يونس.
في 18 ديسمبر، أعلن الجيش الإسرائيلي أن وحدة دوفدفان ووحدة عوكيتس دمرتا عدة أنفاق ومصنعًا للطائرات بدون طيار أثناء التقدم في خان يونس بينما قُتل سبعة جنود. أدى تدمير منصات إطلاق الصواريخ الموجهة نحو إسرائيل إلى إضعاف قدرة حماس على إطلاق هجمات صاروخية على إسرائيل. أفادت الأنباء أن حماس كانت تنقل قوات من جميع أنحاء قطاع غزة لتعزيز لواء خان يونس الذي يقدر الجيش الإسرائيلي أن تدميره سيستغرق أشهرًا.
في 19 ديسمبر /كانون الأول، أعلنت كتائب القسام أنها فجرت منزلاً مفخخاً عندما دخلت القوات الإسرائيلية المبنى، كما أعلنت عن حادثة منفصلة حيث حاصرت القوات الإسرائيلية في منزل وفجرت عبوات مضادة للأفراد وقذائف حرارية. وزعمت كتائب القسام أن كلا الهجومين أسفرا عن مقتل وجرح جنود إسرائيليين. وتم تعزيز قوات الجيش الإسرائيلي بلواء إضافي وقوة هندسية.
وفي 23 ديسمبر/كانون الأول، ادعت كتائب القسام أنها استدرجت خمسة مهندسين إسرائيليين من قوات العمليات الخاصة إلى نفق مفخخ شرق خان يونس، وأنها قتلت جميع المهندسين الخمسة.
في 4 يناير 2024، ادعى الجيش الإسرائيلي أنه نجح إضعاف الكتائب الشمالية والشرقية التابعة للواء خان يونس من خلال تدمير أنظمة الأنفاق والبنية التحتية وإغتيال قادة السرايا. هاجم اللواء الرابع من الجيش الإسرائيلي الجناح الجنوبي لكتيبة خان يونس التابعة لحماس بينما حاصر المدينة. وفي المقابل، عززت قوات العمليات الخاصة البحرية التابعة لحماس المقاتلين الفلسطينيين في خان يونس عبر أنظمة الأنفاق، بينما إشتبكت كتائب شهداء الأقصى وكتائب المقاومة الوطنية وسرايا القدس مع الجيش الإسرائيلي في مناطق مختلفة من المدينة.
في 12 يناير، أعلن الجيش الإسرائيلي أن الغارات الجوية التي نفذتها الفرقة 98 التابعة للجيش الإسرائيلي قتلت قائدًا في قوات النخبة التابعة لحماس وستة مقاتلين آخرين من حماس مع القائد المشارك في هجمات 7 أكتوبر على إسرائيل. كما دمر الجيش الإسرائيلي مخابئ الأسلحة التي عثر عليها في المنطقة. وهاجمت سرايا القدس جرافة إسرائيلية في مدينة خان يونس، وأطلقت بالتعاون مع كتائئب شهداء الأقصى قذائف هاون على قوات الاحتلال وسط خانيونس.
في 24 يناير 2024، قُتل 21 جنديًا إسرائيليًا في انفجار وانهيار مبنى في خان يونس في قطاع غزة، مما يجعله اليوم الأكثر دموية بالنسبة للقوات الإسرائيلية منذ بدء الغزو البري.
في 1 فبراير/شباط، زار وزير الدفاع يوآف غالانت خان يونس وأعلن أنه تم تفكيك جميع كتائب حماس في خان يونس، لكن الجيش الإسرائيلي لم يعلن بعد سيطرته على المنطقة.
في 15 فبراير، داهم الجيش الإسرائيلي مستشفى ناصر، زاعمًا أن حماس تحتجز رهائن إسرائيليين في المنشأة ومن المحتمل أنها تحتوي على جثث بعض الرهائن القتلى. واعتقل عشرات الأشخاص بزعم أنهم على علاقة بحماس.
في 18 فبراير، زعم الجيش الإسرائيلي أن لواء خان يونس التابع لحماس لم يعد موجودًا ككيان عسكري بعد الآن، لكن الميليشيات الأخرى المتحالفة مع حماس واصلت هجماتها ضد قواته.
في 19 فبراير، أفاد الجيش الإسرائيلي أنه تم الانتهاء من عملية التطهير في غرب خان يونس حيث قامت القوات الإسرائيلية بتنفيذ غارات جوية للقضاء على وحدات حماس التي تحاول التقدم نحو خان يونس. وأعلنت الجبهة الديمقراطية لتحرير فلسطين مسؤوليتها عن هجمات بالعبوات الناسفة وقذائف آر بي جي ضد القوات الإسرائيلية قرب مستشفى ناصر. وذكرت حماس أن مقاتليها عادوا من مناطق القتال غرب خان يونس بعد استهداف 15 جنديا إسرائيليا في أحد المنازل.
وفي 6 إبريل/نيسان، قُتل أربعة جنود إسرائيليين في كمين في خان يونس. وبعد يومين، نشر الإعلام العسكري لكتائب القسام العملية التي أطلقوا عليها اسم “كمين الأبرار”، والتي تصور هجومًا معقدًا ومخططًا بدقة وعلى عدة مراحل وقالت أنها قتلت فيه 9 جنود بالإضافة إلى 5 جنود أخرين في منطقة حي الأمل.
وفي 7 إبريل/نيسان، انسحبت كافة القوات الإسرائيلية من خان يونس. وفي إعلان صدر في نفس اليوم، ادعى وزير الدفاع يوآف غالانت أن قوات حماس لم تعد موجودة كقوة عسكرية في خان يونس، وذكر أن الانسحاب كان استعدادًا للهجوم المخطط له على رفح. ومع ذلك، أطلقت القوات الفلسطينية صواريخ في خان يونس مباشرة بعد انسحاب الجيش الإسرائيلي. وادعى مستشار اتصالات الأمن القومي بالبيت الأبيض، جون كيربي، أن الأمر كان بمثابة "راحة وتجديد" وليس استعدادًا للهجوم. وفقًا لمعهد دراسة الحرب، نقلاً عن مصادر غير محددة داخل الجيش الإسرائيلي، كان الجيش الإسرائيلي يأمل أن يسمح الانسحاب للفلسطينيين النازحين في رفح بالهجرة إلى أجزاء من خان يونس ووسط قطاع غزة مما يسهل العملية الإسرائيلية في رفح.

## جرائم حرب محتملة
نقلت قنوات اخبار عن طواقم طبية أن طواقم الإسعاف والإنقاذ في مجمع ناصر الطبي لديها براهين على تعرّض بعض الضحايا لسرقة أعضاء.وأوضحت أنه جرى انتشال 392 جثمانا على الأقل من 3 مقابر جماعية، بعد انسحاب القوات الإسرائيلية من خان يونس، وأن من بين الجثامين 165 لم يتم التعرف على أصحابها بسبب تشويهها، كما عُثِر على جثامين مقيّدة الأيدي، مع وجود فتح بالبطن وخياطة للجروح بصورة تترك انطباعا باستئصال بعض الأعضاء البشرية.